# Brzeski (województwo mazowieckie)
Brzeski – wieś w Polsce położona w województwie mazowieckim, w powiecie przysuskim, w gminie Klwów, nad Drzewiczką. Ma status sołectwa.
W latach 1975–1998 miejscowość administracyjnie należała do województwa radomskiego.
Wierni Kościoła rzymskokatolickiego należą do parafii św. Macieja Apostoła w Klwowie.